# Cầu Megyeri
Cầu Megyeri (tiếng Hungary: Megyeri híd) là cây cầu dây văng ở Budapest, Hungary. Cây cầu này là một phần quan trọng của tuyến đường cao tốc M0, bắc qua sông Danube (băng qua đảo Szentendre) để nối liền giữa Quận IV và Budakalász. Tổng chiều dài hơn 1861 mét. Chi phí xây dựng công trình lên đến 63 tỷ HUF. Cầu Megyeri chính thức được khánh thành vào năm 2008 và trở thành cây cầu dây văng đầu tiên ở Hungary.

## Lịch sử
Kế hoạch xây dựng cũng như bản vẽ thiết kế cây cầu đã được chuẩn bị từ năm 1993. Năm 2006, công trình bắt đầu được khởi công xây dựng, nhưng do ảnh hưởng từ một đợt lũ lớn, một phần công trình đã bị phá hủy. Sau đó, cây cầu này vẫn tiếp tục được xây dựng.
Lần kiểm tra tải trọng đầu tiên diễn ra vào tháng 8 năm 2008, khi 48 xe chở cát (mỗi xe nặng 43 tấn) chạy thử qua cầu. Vào ngày 13 tháng 9 năm 2008, cây cầu chính thức được khánh thành. Trong ngày khánh thành có tổ chức một cuộc diễu hành xe đạp và một cuộc thi chạy bộ, thu hút sự quan tâm của người dân địa phương.
Cầu Megyeri được đơn vị xây dựng bàn giao lại cho chính quyền vào ngày 30 tháng 9 năm 2008.

## Hình ảnh

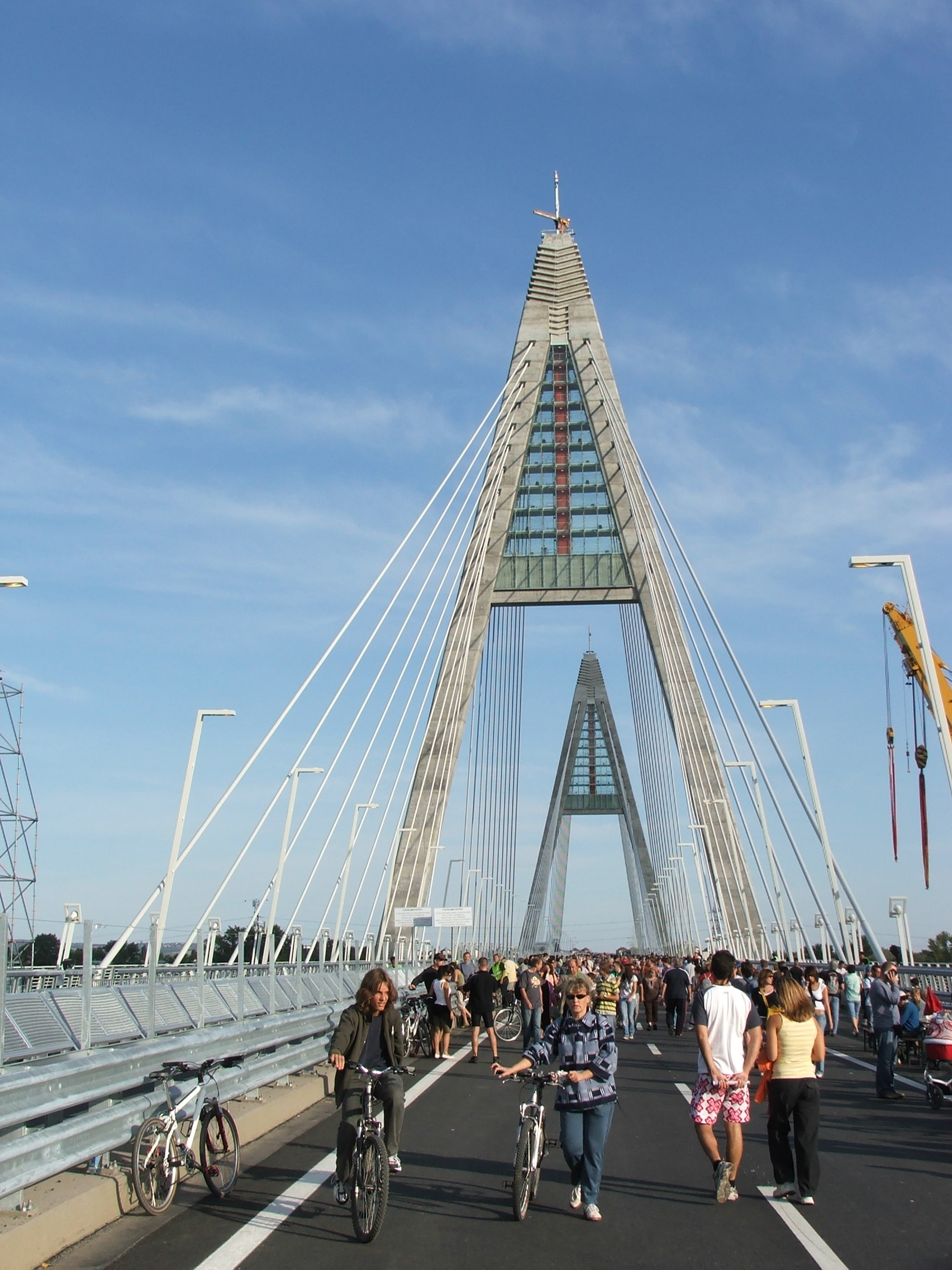
Ngày khánh thành (2008)
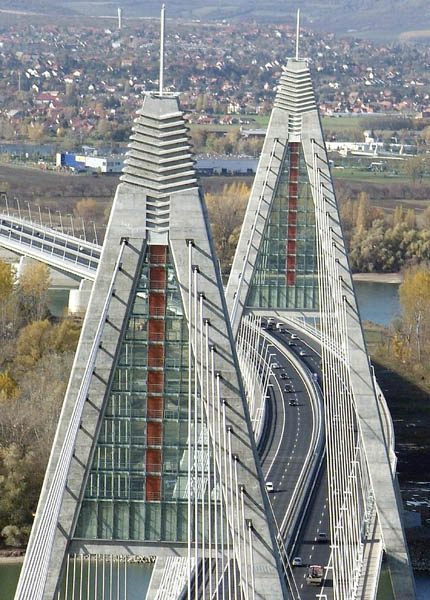
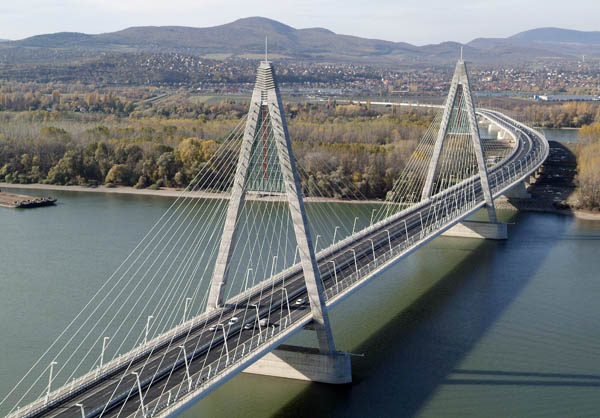